# Bigbang Vol.1
Bigbang Vol. 1 (hay Since 2007) là album đầu tiên của ban nhạc Hàn Quốc Big Bang, được phát hành bởi hãng đĩa YG Entertainment. Một số bài hát trong album được sáng tác bởi các thành viên của nhóm, trong đó chủ yếu là G-Dragon. 3 đĩa đơn đầu tiên của nhóm cũng nằm trong album này.

## Danh sách bài hát
| STT              | Nhan đề                                                   | Phổ lời                  | Phổ nhạc | Hòa âm | Thời lượng |
| ---------------- | --------------------------------------------------------- | ------------------------ | --- | --- | ---------- |
| 1.               | "Intro (Big Bang)"                                        | G-Dragon                 | Perry | Perry | 0:26       |
| 2.               | "She Can't Get Enough"                                    | G-Dragon, Kim Ina, NoviD | Carlos Adaamick Mendoza, Robbi Nevil, Bradley Spalter, Michael Norfleet, Jean Rodriguez, Wesly Rodriguez, Phillip White | Carlos Adaamick Mendoza, Robbi Nevil, Bradley Spalter, Michael Norfleet, Jean Rodriguez, Wesly Rodriguez, Phillip White | 3:29       |
| 3.               | "Dirty Cash"                                              | G-Dragon, NoviD, 072     | Andy Love, Jos Jorgensen, NoviD                                                                                         | Andy Love, Jos Jorgensen, NoviD                                                                                         | 3:14       |
| 4.               | "Next Day" (다음날, Daeum Nal) (Seungri solo)             | Sim Jae Hee              | Derek Bramble | Derek Bramble | 4:03       |
| 5.               | "Big Boy" (T.O.P solo) (hợp tác với Lee Ji Eun)           | T.O.P                    | T.O.P, Brave Brothers                                                                                                   | Brave Brothers | 3:18       |
| 6.               | "Shake It" (흔들어, Heundeureo) (hợp tác với Lee Eun Joo) | G-Dragon                 | G-Dragon, Brave Brothers                                                                                                | Brave Brothers | 3:46       |
| 7.               | "A Fool's Only Tears" (눈물뿐인 바보, Nunmulppunin Babo)  | G-Dragon, An Young Min   | Jeon Seung Woo | Jeon Seung Woo | 4:03       |
| 8.               | "Ma Girl" (Taeyang solo)                                  | G-Dragon                 | Israel Dwaine Cruz | Israel Dwaine Cruz | 3:52       |
| 9.               | "La La La"                                                | Big Bang                 | Perry | Perry | 3:00       |
| 10.              | "This Love" (G-Dragon solo)                               | G-Dragon                 | G-Dragon, James Valentine, Adam Levine, Ryan Dusick, Mickey Madden, Jesse Carmichael                                    | G-Dragon | 3:31       |
| 11.              | "Try Smiling" (웃어본다, Useo Bonda) (Daesung solo)       | An Young Min, NoviD      | Lee Ryu Won | Lee Ryu Won | 4:12       |
| Tổng thời lượng: | Tổng thời lượng:                                          | Tổng thời lượng:         | Tổng thời lượng: | Tổng thời lượng: | 36:52      |

## Xếp hạng
| Ngày phát hành      | Bảng xếp hạng          | Vị trí cao nhất | Doanh số khi ra mắt | Tổng doanh số |
| ------------------- | ---------------------- | --------------- | ------------------- | ------------- |
| 21 tháng 9 năm 2006 | Bảng xếp hạng tuần     | 1               | 27.877              |               |
| 21 tháng 9 năm 2006 | Bảng xếp hạng tháng    | 10              | 33.343              |               |
| 21 tháng 9 năm 2006 | Bảng xếp hạng cuối năm | 39              | 33.343              | 48.009        |